# Ernst Hartwig

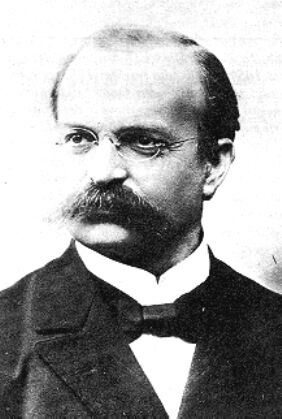
Carl Ernst Albrecht Hartwig

Carl Ernst Albrecht Hartwig (* 14. Januar 1851 in Frankfurt am Main; † 3. Mai 1923 in Bamberg) war ein deutscher Astronom.

## Leben
Er entdeckte am 20. August 1885 einen neuen Stern in der Andromedagalaxie. Dieser wurde bekannt als Supernova S Andromedae. Er beobachtete den Venustransit von 1882 in Argentinien. Im Jahr 1874 wurde er Assistent am Observatoire de Strasbourg. Während der Beobachtung des Komets 6P/d’Arrest 1883 entdeckte er fünf NGC Objekte. Im Jahr 1884 wurde er Astronom an der Sternwarte Dorpat und 1886 Direktor der Sternwarte Bambergs.
Für seine heliometrischen Beobachtungen und seine Arbeit über veränderliche Sterne wurde er 1902 von der Académie des sciences mit dem Prix Valz ausgezeichnet. Krater auf dem Mond (Hartwig) und dem Mars wurden nach Ernst Hartwig benannt.